# Silliadad
Ṣillī-Adad was in ca. 1835 v.Chr. korte tijd koning van Larsa. Hij heeft waarschijnlijk minder dan een jaar geregeerd.
Er zijn van hem slechts twee inscripties bekend. De ene staat op een aantal bakstenen uit Ur waarop verwezen wordt naar het herstel van de basis van de temenos. Dit inschrift staat ook op een aantal kegels die opgegraven zijn in Ur. De twee staat op een kegel uit Ur die verwijst naar de versterking van het terras van Ningals é-i7-lú-ru-gú-kalam-ma door een Larsa-koning. Dit is waarschijnlijk Silli-Adad, hoewel er een latere inscriptie is waar zijn opvolger Warad-Sin beweert het werk afgemaakt te hebben.
Silliadad noemde zich "de verzorger van Nippur" en de "gouverneur van Ur, Larsa, Lagaš en Kutalla"  Het is mogelijk dan hij een jongere zoon van Nur-adad en de legitieme opvolger van zijn broer Sîn-iribam was, maar daar zijn ook twijfels aan. In de laatste jaarnaam van zijn voorganger was er sprake van een militaire dreiging van Kazallu en 'het land in de richting van Elam'. Kazallu was mogelijk een bondgenoot van Babylon.
Silli-adads eigen jaarnamen zijn opmerkelijk. Een daarvan zegt "mu ṣi-lí-ᵈadad lugal" het jaar dat Silli-adad koning werd, maar een andere zegt "mu ṣi-lí-ᵈadad nam-lugal-ta íd-ta-sír-ra" het jaar dat Silli-adad uit het koningschap verwijderd werd. Het is mogelijk dat hij geen onafhankelijk vorst was maar iemand die door de invallers op de troon gezet was. Het is vrij zeker dat hij door de Amorietenhoofdman Kudur-mabuk na een maand of negen van de troon gestoten werd en vervangen door diens zoon Warad-Sin. De jaarnaam werd daarop waarschijnlijk gewijzigd.